# Soukka (stacja metra)
Soukka (szw. Sökö) – stacja metra helsińskiego, znajdująca się w mieście Espoo, w dzielnicy Soukaa. Obsługuje ją linia M1 (Kivenlahti – Vuosaari).
Stacja została wybudowana w drugiej fazie projektu Länsimetro (metro zachodnie; odcinek z Kivenlahti do Matinkylä). Otwarcie miało miejsce 3 grudnia 2022 roku. Stacja jest też połączona bezpośrednio z centrum handlowym Soukka.